# Shinran
Shinran, född 1173, död 1263, var grundaren av jodo shinshu, en japansk inriktning inom rena land-buddhism. Shinran föddes i en välbärgad familj och blev vid tidig ålder munk inom tendai, men övergav sedan tendai och blev lärjunge åt Honen, grundaren av den rena land-buddhistiska inriktningen jodo shu. I hela sitt liv ansåg sig Shinran vara en lärjunge åt Honen, men trots detta utvecklade Shinran sina egna idéer och skapade till slut en inriktning separat från Honens.
Shinrans lära fokuserar på Amida Buddhas 18:e löfte, som lovar återfödelse i Sukhavati om utövaren reciterar Amida Buddhas namn. Shinran betonade vikten av recitation av Amidas namn (nembutsu) och shinjin. Shinjin är enligt Shinran ett tvivellöst förlitande till Amida Buddha, som kommer helt och hållet från Amida Buddha. Utövarens egna ansträngningar och uträkningar är enligt Shinran fruktlösa, inte heller är shinjin ett resultat av utövarens egna ansträngningar, enligt Shinran, utan shinjin kommer helt och hållet från Amida. Trots detta menar Shinran att, tack vare Amidas barmhärtighet, återföds även utövare utan insikt i shinjin i närheten av Sukhavati, i det så kallade "gränslandet".

## Biografi
Flera biografier som beskriver Shinrans liv finns, men alla använder samma biografi som grund. Denna biografi kallas ofta för Godenshō, vilket är japanska för "biografin". Den komponerades av Shinrans barnbarnsbarn, 33 år efter Shinrans död. Biografin baserades på utdrag ur Shinrans egna texter där han berättat om sitt liv, samt på historier från människor som känt Shinran eller hört historier från hans liv. 
Enligt James Dobbins finns det historiskt stöd för delar av biografin, men inte hela. Vissa delar baseras på Shinrans egna texter, eller har stöd från andra historiska källor, men vissa delar har inget stöd varken i Shinrans egna texter eller i andra historiska källor. Dobbins menar att dessa delar speglar vilka historier som cirkulerade i Japan efter Shinrans död och att nutida forskare enbart kan spekulera i hur mycket ur denna biografi som faktiskt stämmer.

### Barndom
Shinran föddes år 1173 till en far som hade släktskap med Fujiwaraklanen. Hans mor är okänd, men enligt traditionen hade hon släktskap med Minamotoklanen. Det saknas dock tydliga och pålitliga källor som berättar om Shinrans familjerelationer. Detta gör att det är svårt att säga hur hans tidiga liv såg ut. Enligt några källor dog hans föräldrar vid tidig ålder, vilket resulterade i att Shinran blev fostrad av hans farbröder. Enligt Alfred Bloom är det möjligt att Shinran egentligen inte hade en aristokratisk familjebakgrund, utan att de som skrev hans biografier ville förhärliga Shinrans familjebakgrund. Enligt Bloom tyder Shinrans liv och skrifter på att hans familjebakgrund var varken strikt under- eller överklass.

### Shinrans tid som tendaimunk vid Hieiberget
Det är oklart när och varför, men vid något tillfälle blev Shinran en  tendaimunk vid berget Hieiberget. Enligt en teori skulle Shinran ärva en plats vid hovet från sin far, men han valde istället att bli munk i syfte att lära sig om buddhismen och rädda alla medvetna varelser från samsara. Enligt denna teori var han 9 år gammal när han blev munk och bad en av hans farbröder att följa med honom till klostret. Enligt en annan teori blev han munk efter att hans föräldrar gått bort, eftersom han då insåg existensens förgänglighet. Enligt ännu en annan teori blev han munk efter att hans döende mor önskat det. Enligt Bloom är det omöjligt att avgöra vilken teori som stämmer, men att det däremot är det inte råder någon tvekan om att Shinran var tendaimunk vid Hieiberget. Shinran hade ett flertal bröder, varav två av dessa är historiskt kända. Dessa två var också munkar, och enligt en teori var även hans far munk. Därför har många forskare sökt efter en gemensam förklaringar till varför Shinran, hans far och hans bröder blev munkar. En del menar att det fanns en familjekris som låg bakom, medan andra menar att de blev munkar till följd av instabiliteten som rådde i det japanska samhället under den senare delen av Heianperioden.
Även hans tid på Hieiberget är oklar. Enligt Bloom fanns det motiv för biografiskrivarna att ge en viss bild av hans tid på berget, för att ge en dramatisk bakgrund till Shinrans senare liv. Enligt några källor studerade han tendai grundligt, men ansåg efter många års studier och utövande att upplysning inte kunde nås genom tendai. Bloom menar dock att det finns risk för att de biografiska källorna överdrev Shinrans kunskap och insikt inom tendai. Däremot tyder Shinrans skrifter på en stor kunskap inom buddhismen. Flera av hans verk är antologier, där han samlade buddhistiska skrifter i syfte att stödja hans religiösa uppfattning. Det är dock oklart hur mycket av denna kunskap kommer från hans tid på Hieiberget. Flera andra teorier och legender finns om hans tid på berget.
I ett brev som Eshinni, Shinrans fru, skrev till hennes dotter Kakushinni skriver Eshinni att Shinran var en slags präst av relativt låg rang. Denna typ av präster kallades för dōsō och var bland annat ansvariga över ceremonier centrerade kring nembutsu, recitation av Amitabha Buddhas namn. Detta innebär att Shinran exponerades för läror relaterade till Amitabha redan innan han konverterade till rena land-buddhismen.
Enligt en källa lämnade han Hieiberget vid 29 års ålder. Det är oklart varför han lämnade berget, men alla källor är eniga om att Shinran upplevde att han inte kunde vara säker på att han skulle lyckas bli upplyst. Han ansåg att, oavsett vilka utövningsformer han försökte sig på, kunde han inte bli av med sina ofruktsamma begär. Att han hade denna åsikt styrks i ett brev från Eshinni, samt att han själv anses ha sagt "eftersom jag är en person som är inkapabel till religiöst utövande, kommer jag säkerligen till helvetet". Bloom menar därför att det inte råder någon tvivel om att Shinran kände en stor känsla av misslyckande, frustration eller otillräcklighet, som ledde till att han förkastade de vanligt ansedda utövningsformerna som ansågs leda individen till upplysning/buddhaskap.
Bloom menar att, oavsett vad som orsakade Shinrans religiösa utveckling, det är möjligt att Shinrans personlighet helt enkelt inte var förenlig med tendais strikta meditativa utövningsformer. Efter åratal av studier och helhjärtade försök till att komma längre på vägen mot upplysning upplevde Shinran frustration och inre konflikt. Hans förkastande av tendai grundar sig enligt några källor i en stark känsla av synd som hade utvecklats under hans åratal av buddhistisk träning inom tendai. Bloom menar att själva grunden i Shinrans lära tyder på att Shinrans lära var ett försök för Shinran att positivt bemöta hans syndiga natur.

### Shinrans möte med Honen och konverterande till rena land-buddhismen
När Shinran började tvivla på sin förmåga att nå upplysning till följd av hans syndfulla natur, besökte han de olika templen på Hieiberget i hopp om att hitta en lösning. Han lyckades dock inte få några bra svar i dessa tempel, och lämnade därför berget och satt själv i templet Rokkaku-dō. Enligt ett brev från Eshinni tillbringade Shinran 100 dagar i templet, och på den 95:e dagen fick Shinran en vision relaterad till Prins Shōtoku. Dagen efter sökte han upp Honen, och blev så fångad av Honens lära att han ignorerade all kritik han fick för att ha gått till Honen.
I epilogen till hans verk Kyogyoshinsho skrev Shinran att han "år 1201, övergav de svåra utövningsformerna och tog tillflykt i det Ursprungliga Löftet". Honens lära var populär bland vanligt folk, eftersom Honen lärde ut att alla människor trots deras synder kunde bli återfödda i Sukhavati om de bara reciterade Amitabha Buddhas namn i tron att de skulle återfödas i Sukhavati. Det var enligt Bloom detta som lockade Shinran och fick honom att slutligen acceptera Honens lära. Under hela sitt liv ansåg Shinran att han var en lärjunge av Honen, och menade att om Honens lära är falsk, är det omöjligt att nå upplysning. Honen och Shinran hade en nära relation.
En legend berättar att Shinran gifte sig med Tamashi, dottern till regenten Fujiwara Kanezane år 1201 i Yoshimizu. Enligt Bloom anser dock inga pålitliga moderna forskare att denna legend stämmer. Vidare lovade Shinran år 1204 att han skulle följa klosterreglerna, vilket Bloom menar tyder på att Shinran inte gifte sig år 1201.

### Tiden i exil
Shinrans närhet till Honen avslutades år 1207 när Honen och hans ledande lärjungar blev dömda till exil, och två andra av hans lärjungar blev halshuggna. Formellt sett var Honen och Shinran fortfarande tendaimunkar, vilket gjorde att Honen mottog stark kritik från högt uppsatta munkar inom tendai. År 1205 mottog han även kritik från präster från ett tempel i Nara, som dessutom bad hovet straffa Honen och hans följeslagare. De menade bland annat att Honen hade etablerat en ny buddhistisk inriktning utan stöd från regeringen, att Honen förkastade dygd, gjorde motstånd mot de traditionella gudarna, förvrängde sanningen om Sukhavati, feltolkade lärdomarna om Amitabha Buddha och Sukhavati, samt förvirrade nationen. Honen hade dock kontakter i hovet, såsom regenten Kanezane, som för stunden förhindrade att Honen och hans lärjungar bestraffades. Två av Honens lärjungar konverterade dock två hovdamer utan tillåtelse från den pensionerade kejsaren Go-Toba, vilket ledde till att dessa två munkar blev halshuggna år 1207. Då förlorade även Honen och hans lärjungar deras status som munkar, och blev ivägskickade till prefekturer långt borta. Shinran fick ett nytt, sekulärt namn: Fujii Zenshin. Shinran skickades till Kokubu i Echigo medan Honen skickades till Tosa i Shikoku. Efter denna händelse träffade Shinran aldrig Honen igen.
I en källa sägs Shinran ha sett positivt på händelseförloppet. Enligt källan menade Shinran att det var positivt att Honen och hans lärjungar blev utspridda i landet, då det innebar att de alla kunde sprida den rena land-buddhistiska läran vidare.
Som munk i huvudstaden hade Shinran levt ett bekvämt liv. I detta tillfälle, då han hade blivit ivägskickad och blivit av med sin munktitel, var han dock en lekman utan erfarenhet i det sekulära livet. Han sägs ha tänkt för sig själv att han var "varken präst eller lekman". Kort efter att han anlänt i Kokubu i Echigo gifte han sig med Eshinni, och Shinran fick sex barn med henne. Deras yngsta dotter var Kakushinni, som Eshinni skrev många brev till, och som vårdade Shinran under slutet av hans liv. 

### Efter tiden i exil
År 1211 blev Honens exil upphävd. Året efter återvände han till Kyoto och dog. Shinran stannade dock kvar i Echigo, men en källa menar att Shinran besökte Honens grav i Kyoto efter Honens död. En del nutida forskare ifrågasätter dock denna uppgift med tanke på Shinrans familjesituation, som torde gjort det svårt att göra en sådan resa.
Shinrans exil blev också upphävd, men det dröjde två år innan han flyttade från Echigo. En källa anger att han stannade delvis för att predika, men Bloom menar att det är osannolikt med tanke på att han hade ytterst få lärjungar under denna tid. Istället menar Bloom att dröjsmålet troligen berodde på Shirans familjesituation. Han flyttade tillsammans med sin familj till Kanto, år 1213.
En källa menar att anledningen till att Shinran och hans familj flyttade till Kanto var en stark vilja hos Shinran att sprida sin lära till det vanliga folket i östra Japan. Omkring denna tid refererade Shinran till sig själv som Gutoku, som betyder "dum, ignorant, stubb-hårig eller 'munk som inte håller sina munklöften'"
Under hans resa till Kanto avsåg Shinran att recitera de rena land-buddhistiska sutrorna (Sukhāvatīvyūhaḥ-sūtra, Amitābha-sūtra och Amitāyurdhyāna-sūtra} för att hjälpa medvetna varelser. Efter att ha påbörjat detta så ändrade han dock åsikt och menade att det rätta sättet att hjälpa andra medvetna varelser var att få andra att tro samma sak som han, så att även de kunde bli räddade av Amitabha Buddha. Bloom menar att denna händelse är ett viktigt skede i Shinrans religiösa utveckling. Om än att hans idéer vid detta tillfälle inte var fullt utvecklade, var det vid detta tillfälle som Shinran övergav alla andra buddhistiska utövanden (såsom recitation av sutror) till förmån för enbart nembutsu.

### Tiden då Shinran började sprida sin lära
Shinran sägs ha rest från Kanto till Hitachi, Shimoso, Shimozuke och Musashi för att sprida sin lära. Flera legender finns om hans framgång, men bortser man från de legendariska berättelserna så uppger en källa att han hade tjugo lärjungar i Hitachi, fem i Shimoso, sex i Shimozuke, en i Musashi, sex i Iwashiro, en i Rukuchu, en i Echigo och åtta i Kyoto. Shinrans brev och ytterligare en källa uppger 26 lärjungar till, vilket innebär att Shinran uppges ha haft 74 direkta lärjungar enligt dessa källor. Fem av dessa splittrade sig dock från Shinran och spred sin egen lära. Av de lärjungar som var trogna till Shinran var tre kvinnor och 66 män.
Klasstillhörigheten hos Shinrans lärjungar och följare är omdiskuterad bland japanska forskare, och flera teorier har presenterats. Bloom menar att teoriernas bredd tyder på att Shinrans lära troligtvis lockade individer från alla klasser. Han anser dock att sannolikheten är hög att större delen av hans följare tillhörde de lägre klasserna. Han argumenterar för detta genom att peka på att Shinrans lära inte efterfrågade något annat än tro/hängivenhet, vilket han menar naturligt lockade individer från lägre klasser, som "inte hade något annat att erbjuda än deras hängivenhet".

### Flytt tillbaka till Kyoto
Vid 62 eller 63 års ålder återvände Shinran till Kyoto, omkring år 1235. Flera teorier finns för varför han valde att återvända till Kyoto, men några tydliga bevis finns inte. Bloom menar att det måste ha fallit inom ramarna av Shinrans livs- eller religiösa situation på ett eller annat sätt. Några av de många teorierna till flytten är familjeproblem, förföljelse, intern konflikt inom hans religiösa gemenskap, eller att han behövde mer tid att fokusera på hans skrivande. Hans familj flyttade troligtvis med honom enligt Bloom. Kakushinni, Shinrans yngsta dotter, gifte sig med Hino Hirotsuna, men när han dog levde hon med Shinran för att vårda honom i hans äldre dar. Shinrans fru Eshinni tycks i hennes brev känna många människor relaterade till Kakushinni, vilket Bloom menar tyder på att Eshinni också levde i Kyoto åtminstone under en viss tid. Även Shinrans son Zenran tycks ha levt i Kyoto under denna tid. Bloom anser därför att det är sannolikt att hela Shirnans familj flyttade till Kyoto. Däremot finns det bevis som tyder på att delar av hans familj flyttade tillbaka till Echigo, till följd av ekonomiska svårigheter. Shinran hade troligtvis inte möjlighet att försörja hela sin familj i Kyoto. Hans egna välstånd är omdiskuterat, med flera teorier kring hur bra han hade det i Kyoto. Efter att ha bearbetat ett flertal olika teorierna och de källor som finns, tror Bloom att Shinran kunde försörja sig själv, men att han inte var rik. Shinran var troligtvis beroende av gåvor från hans följeslagare, vars omfattning inte finns nedskriven.

### Konflikten med hans son Zenran
Mot slutet av Shinrans liv uppstod en konflikt mellan honom och hans son Zenran. Zenran konspirerade mot sin far och försökte få makt bland Shinrans följare. Bland annat hade Zenran sagt till Shinrans följare i Kanto, att han hade mottagit en speciell lära från Shinran och att deras tidigare religiösa utövningssätt var värdelöst. Zenran hade också förolämpat sin mor i ett brev, och ljugit för Shinran om en av Shinrans lärjungar. Zenran hade påstått att lärjungen i fråga, Shingambo, hade en del felaktiga trosuppfattningar. Shinran uttryckte tvivel om Shingambos felaktiga trosuppfattningar men trodde trots detta till en början på vad Zenran hade sagt. Zenran påstod liknande saker om tre av Shinrans närmaste lärjungar. Zenrans handlingar resulterade i att Shinran slutade betrakta Zenran som hans son. Det första brevet som Shinran skrev relaterat till denna konflikt kommer från 1255, då var Shinran 82 år gammal.
Efter konflikten med Zenran mottog Shinrans ytterligare motstånd från den japanska regeringen, som försökte motarbeta Shinran och hans lära. Bloom menar att det finns teorier om att Zenran hade bidragit till denna förföljelse genom att han hade berättat för regeringen om sådana som han ansåg förvrängde den rätta buddhistiska läran.

### Sista levnadsåren
Under sina sista levnadsår fortsatte han att skriva brev till sina följare, kopiera buddhistiska verk och att skriva egna texter. I ett av breven från hans sista levnadsår uttrycker han sorg över sina bortgångna vänner och bekanta, och uttryckte sig samtidigt beredd på att hans egen död kunde komma när som helst. Hans sista dagar tillbringade han hemma hos sin bror, som var en präst inom tendai. Under denna tid blev han omhändertagen av sin dotter Kakushinni och flera av hans andra barn besökte honom. Shinran dog 9 januari, år 1263.

## Lära
Grunden i rena land-buddhismen är att Amida Buddha upprättat det rena buddhafältet Sukhavati genom att fullfölja 48 löften han tog när han strävade mot buddhaskap. Alla medvetna varelser som föds i Sukhavati når upplysning snabbt och utan vidare ansträngning. Alla medvetna varelser som önskar återfödelse i Sukhavati, sägs få hjälp av Amida att komma dit. Shinrans egen särställning inom rena land-buddhismen var att han betonade nembutsu (recitation av Amidas namn) och shinjin som de avgörande faktorerna för att en medveten varelse ska återfödas i Sukhavati.

### Shinjin
Ueda Yoshifumi och Dennis Hirota menar att definitionen av shinjin som "förlitande" är att föredra framför att definiera shinjin som "tro". Kenneth Lee menar dock att, det finns vissa likheter mellan Shinrans shinjin och tro. Shinjin innebär att fullkomligt förlita sig på Amida Buddhas kraft för att bli upplysst. Shinjin uppstår dock inte genom utövarens egna handlingar, utan shinjin betraktas helt och hållet komma från Amida Buddha.
I ett brev Shinran skrev vid 83 års ålder menar Shinran att det finns två typer av människor som återföds i Sukhavati: de av "egen kraft" och de av "annan kraft". De av egen kraft når återfödelse i Sukhavati genom att göra andra goda gärningar än nembutsu, recitera andra buddhors namn och så vidare. De av annan kraft, förlitar sig helhjärtat till Amidas 18:e löfte, som lovar om återfödelse i Sukhavati genom recitation av Amidas namn. Vidare menade Shinran att det i detta inte fanns några egna uträkningar eller ansträngningar. Han menar att utövaren inte bör oroa sig för att denne gjort dåliga gärningar och därmed inte förtjänar återfödelse, men att utövaren heller inte bör tänka sig att denne förtjänar återfödelse genom att ha utfört goda gärningar eller liknande. Shinran menar att sådana egna beräkningar och ansträngningar inte gör att utövaren når återfödelse i Sukhavati. Däremot menar Shinran att sådana utövare kan, genom Amida Buddhas barmhärtighet, återfödas i det så kallade "gränslandet" till Sukhavati.

## Skrifter
- Kyogyoshinsho: okänt när den komponerades, men den tidigaste kopian gjordes år 1247. Skriften är en antologi av utdrag från buddhistiska skrifter (sutror), kommenterande verk och avhandlingar. Syftet med denna skrift var att ge en systematisk avhandling för Shinrans religiösa uppfattning. Kyogyoshinsho är en förkortning på titeln som Shinran själv gav verket, Kenjodōshinjitsu-kyōshōmonrui, vilket betyder "en antologi som förklarar den rätta läran, det rätta utövandet och prestationen av Sukhavati [skolan]"[31]
- Jōdowasan: komponerad omkring 1248. En samling dikter som prisade Sukhavati[32]
- Kōsōwasan: komponerad omkring 1248. dikter som prisade (av Shiran ansedda) patriarker inom rena land-buddhismen.[32] Dessa var Nagarjuna, Vasubandhu, T'an-luan, Tao-ch'o, Shan-tao, Genshin och Honen.[33]
- Jōdomonruishushō: komponerad år 1252.[32]
- Gutokushō: komponerad år 1255.[32]
- Jōdosangyōōjōmonrui: komponerad år 1255.[32]
- Songeshinzōmeimon: komponerad år 1255.[32]
- Kōtaishinshōtokuhōsan: komponerad år 1255.[32]
- Nyūshutsunimonge: komponerad år 1256.[32]
- Shōzōmatsuwasan: komponerad år 1257.[32]
- Jinenhōnishō: komponerad år 1258.[32]
- Midanyoraimyōgotoku: komponerad år 1259.[32]

### Brev
Shinran skrev även ett stort antal brev till lärjungar och närstående. Enligt en källa sägs han ha skrivit 90 brev, däremot finns enbart 43 brev bevarade. Av dessa är 11 original, och resten är bevarade kopior.